# Spogostylum pycnopelte
Spogostylum pycnopelte är en tvåvingeart som först beskrevs av Hesse 1956.  Spogostylum pycnopelte ingår i släktet Spogostylum och familjen svävflugor. Inga underarter finns listade i Catalogue of Life.